# Asienspiele 2022/Xiangqi
Bei den Asienspielen 2022 wurden vom 28. September bis 7. Oktober 2023 insgesamt drei Wettbewerbe im Xiangqi ausgetragen, davon je einer bei den Männern und bei den Frauen sowie ein gemischter Mannschaftswettbewerb. Austragungsort war die Hangzhou Qiyuan(Zhili) Chess Hall.

## Bilanz

### Medaillenspiegel
| Platz  | Land     | Gold | Silber | Bronze | Gesamt |
| ------ | -------- | ---- | ------ | ------ | ------ |
| 1      | China    | 3    | 2      | —      | 5      |
| 2      | Vietnam  | —    | 1      | 1      | 2      |
| 3      | Hongkong | —    | —      | 1      | 1      |
| 3      | Singapur | —    | —      | 1      | 1      |
| Gesamt | Gesamt   | 3    | 3      | 3      | 9      |

### Medaillengewinner
| Disziplin     | Gold                                                            | Silber                                                                                       | Bronze                                                  |
| ------------- | --------------------------------------------------------------- | -------------------------------------------------------------------------------------------- | ------------------------------------------------------- |
| Männer        | Zheng Weitong                                                   | Zhao Xinxin                                                                                  | Lại Lý Huynh                                            |
| Frauen        | Zuo Wenjing                                                     | Wang Linna                                                                                   | Ngo Lan Huong                                           |
| Mixed-Staffel | ChinaWang Linna Wang Yang Zhao Xinxin Zheng Weitong Zuo Wenjing | VietnamLại Lý Huynh Lê Thị Kim Loan Nguyễn Hoàng Yến Nguyễn Minh Nhật Quang Nguyễn Thành Bảo | HongkongChan Chun Kit Tony Fung Lam Ka Yan Wong Hok Him |